# Clubiona trivialis
Clubiona trivialis là một loài nhện màu nâu đỏ phân bố ở miền Toàn bắc. Nó được tìm thấy ở những nơi cây hở của nhóm cây thấp. Con trưởng thành có thể được tìm thấy quanh năm.